# Victor Galíndez
Pour les articles homonymes, voir Galindez.
Victor Galíndez est un boxeur argentin né le 2 novembre 1948 à Vedia et mort dans un accident de voiture le 26 octobre 1980 à  Veinticinco de Mayo (province de Buenos Aires).

## Carrière
Il remporte le titre vacant de champion du monde des mi-lourds WBA le 7 décembre 1974 en battant par arrêt de l'arbitre au 13e round Len Hutchins.
Galíndez conserve 10 fois sa ceinture avant de perdre au 13e round face à Mike Rossman le 15 septembre 1978. Il remporte le combat revanche organisé le 14 avril 1979 à La Nouvelle-Orléans mais est à nouveau battu le 30 novembre, cette fois par Marvin Johnson.

## Distinction
- Victor Galíndez est membre de l'International Boxing Hall of Fame depuis 2002.